# Colegio Cardenal Newman
Colegio Cardenal Newman (en inglés: Cardinal Newman College) es una escuela católica de Boulogne, ciudad de San Isidro, en el denominado gran Buenos Aires. Es un colegio de carácter bilingüe, ya que dicta tanto clases en español como inglés, y posee cursos en los tres niveles (nivel inicial, primario y secundario).
Es administrada por los Hermanos Cristianos, congregación religiosa irlandesa, que además es la encargada de la selección del personal docente. Su título secundario es homologado por la Organización del Bachillerato Internacional y, como resultado de su bilingüismo, se obliga a todo al alumnado a pasar los exámenes del sistema Cambridge para obtener el diploma secundario. Por otra parte, el colegio promueve la práctica del rugby como actividad extracurricular principal, lo que llevó a la fundación del Club Newman —club de primera división en la liga argentina del rugby—, con el cual se encuentra estrechamente ligado.
Originalmente, destinado solo para varones, en el 2021 anunció que paulatinamente iría incorporando mujeres desde el nivel inicial hasta llegar al secundario.

## Historia
El colegio tiene sus orígenes en los esfuerzos de la comunidad irlandesa en Argentina de obtener un instituto de enseñanza que tuviera el apoyo de la Iglesia católica de Irlanda, en cuanto a cuestiones pastorales y educativas. Existen antecedentes de crear un instituto de estas características que datan de medidados XIII, cuando un sacerdote de los Hermanos Pasionistas recomendó a los Hermanos Cristianos instalarse en Argentina a fin de crear una escuela de varones. Sin embargo, la idea fue rápidamente descartada ya que esta congregación centraba sus esfuerzos en países con una importante corriente migratoria de irlandeses como Estados Unidos, Australia o Nueva Zelanda. Sin embargo, en 1947, a iniciativa del sacerdote pasionista Dominic Moore, el proyectó volvió a resurgir cuando éste viajó a Irlanda y convenció a los Hermanos Cristianos en su sede en Dublín el año anterior.
El 29 de marzo de 1948 abrieron sus puertas en un amplio edificio ubicado en la Avenida Belgrano 1548, en el porteño barrio de Monserrat y, al poco tiempo de adquirirlo, se le impuso el nombre de «Cardenal Newman», en homenaje a John Henry Newman. El programa de estudios en español era dictado durante las mañanas, siendo totalmente las tardes enteramente dedicadas a la enseñanza de asignaturas en inglés. El hermano Alphonsus L. Pakenham fue designado como el primer rector de la institución. A su cargo, en la primera composición de educadores, se encontraban 7 hermanos, 8 profesores laicos, que tutelaban a 148 estudiantes, 27 de los cuales eran pupilos. En el año 1949 el alumnado había ascendido a doscientos estudiantes y «podrían haber sido más de haber tenido entonces más vacantes», en palabras de su rector.
En 1971 el colegio inauguró sus nuevas instalaciones en Boulogne, partido de San Isidro, que consistían en un amplio campus, con mayores aulas, espacios para actividades extracurriculares y la práctica de deportes. El club siempre se enfocó en la promoción del rugby, como parte de la identidad de su congregación religiosa y de Irlanda, llegando sus alumnos a fundar el Club Newman, participante del torneo de primera división de la Unión de Rugby de Buenos Aires. El club, también centrado en otras actividades como el polo, tiene su membresía mayoritariamente en exalumnos del colegio y sus familias.
Aunque reservado exclusivamente para varones, anunció a finales de 2021 su intención de ir incorporando paulatinamente mujeres en todos los grados. Hasta entonces, era uno de los pocos colegios del gran Buenos Aires que no se había convertido en mixto.
A finales de 2016, el exalumno Rufino Varela denunció que había sido abusado sexualmente por un sacerdote de la institución, además de señalar distintos tipos de abusos cometidos por las autoridades del colegio. Ello motivó una larga lista de denuncias públicas de otras víctimas, ya que los casos judicialmente habían prescrito. El papa Francisco llamó personalmente a Varela para pedirle perdón en nombre de la Iglesia.

## Alumnado
Su educación bilingüe y católica, como también sus altos costos de matrícula y cuotas mensuales, lo convirtieron desde su fundación en un colegio de élite. Según el diario Perfil, se mantenía a 2015 como uno de los colegios privados más caros de la Argentina, compitiendo con el Northlands School, que en contrapartida es solo para mujeres.
Tiene diversos egresados notables, el más reconocido es el expresidente argentino Mauricio Macri, quien incluso siendo presidente y jefe de gobierno de Buenos Aires reivindicó la formación del colegio, como también nombró a varios exalumnos del colegio como miembros de su gabinete, entre ellos, Alfonso Prat-Gay, Jorge Triaca, Nicolás Caputo, Gustavo Arribas, entre otros. Ello motivó, no solamente la crítica de la oposición que comenzó a llamar despectivamente al gabinete los «Newman Boys», sino una fuerte crítica de otro grupo de exalumnos, como el periodista Juan Forn, quien en el matutino Página/12 en febrero de 2010, además de criticar la enseñanza del colegio afirmó: «...a su manera, los Newman Boys saben de sus limitaciones y, durante años, se mantuvieron acotados a dos rubros: el campo y las finanzas. En ambos casos hicieron lo único que saben hacer, que es hacer plata con plata. El problema del Newman Boy es que no sabe qué hacer con la plata: ignora cómo convertir dinero en desarrollo, de la especie que sea. El Newman Boy sólo sabe hacer lo mismo una y otra vez, porque su única referencia, su único modelo, su único espejo son los demás Newman Boys. [...] Es más: estoy convencido de que Macri quiere (si es que todavía quiere) ser presidente para los Newman Boys y en nombre de los Newman Boys. No por ambición propia ni por duelo con el padre, aunque se odie con el padre.»
Entre otros alumnos notables se destacan el empresario Francisco de Narváez, el diplomático Manuel D'Ornellas, el artista Federico Peralta Ramos, entre otros. Por otra parte, muchos exalumnos lograron destacar como jugadores de rugby profesional, siendo integrantes de Los Pumas —seleccionado argentino de rugby—, como Felipe Contepomi, Julián Montoya, entre otros.

## Alumnos que alcanzaron notoriedad

### Periodismo e Historia
- Carlos José (Bebe) Contepomi (Buenos Aires, 1970) es un conocido periodista de televisión, especializado en pop-rock.
- Carlos Campolongo, (Buenos Aires, 13 de julio de 1947), periodista, psicólogo, abogado y panelista en programas de televisión.
- Carlos Rodríguez Braun, profesor de historia y periodista en radios de España.
- John Carlin, historiador y periodista en diarios de España y la Argentina.

### Artes y Música
- Donald Clifton McCluskey, (nacido el 9 de julio de 1946 en Buenos Aires), conocido como Donald, fue un cantante muy popular en las décadas de 1960 y 1970. Es también abogado.
- Francisco Prati, (nacido en 1953 en Buenos Aires), apodado Pancho, fue el primer baterista del grupo folk-pop Sui Generis. Es también arquitecto.
- Federico Peralta Ramos (1939-1992), Mar del Plata, Argentina, fue un reconocido artista en la década de 1960.
- Guillermo Carlos Cazenave, (nacido en 1955 en Buenos Aires), apodado Guill, es un músico y escritor que realizó gran parte de su carrera en Europa y Estados Unidos. Es también periodista.
- Juan Forn, (1959-2021) fue escritor, traductor y asesor literario.
- Eugenio César Alemán, (nacido en 1953 en Buenos Aires), apodado Chapete, fue baterista del grupo 'Los Helicópteros', que alcanzó cierta notoriedad en la década de 1980. Es también arquitecto.

### Política
- Santiago Bausili, economista y Presidente del Banco Central de la Argentina.
- Luis Caputo, Ministro de Economía de la Argentina.
- Enrique Avogadro (Buenos Aires, 1976), fue Ministro de Cultura de la Ciudad de Buenos Aires.
- Manuel D'Ornellas (1937–1999), Perú diplomático, abogado y periodista.
- Francisco de Narváez Diputado Nacional (2005 - 2010).
- Mauricio Macri, Presidente de la Nación (2015 – 2019).
- Alfonso Prat-Gay, Ministro de Economía de Argentina (2015 - 2016).
- Jorge Alberto Triaca Jr, economista y exministro durante el gobierno de Mauricio Macri.

### Deportes
- Marcos Ayerza, jugador profesional de rugby
- Felipe Contepomi, jugador y entrenador profesional de rugby
- Manuel Contepomi, jugador profesional de rugby
- Agustín Gosio, jugador profesional de rugby
- Julián Montoya, jugador profesional de rugby, capitán de 'Los Pumas'.

## Directores del Colegio
- Brother Alphonsus L. Pakenham, (1948)
- Br. Hayes
- Br. John Burke[9]
- Br. O'Brien
- Br. Gallagher
- Br. Derham
- Br. Finnegan
- Br. Keohane[9]
- Sr. Alberto Olivero